# Colegio de Economistas, Contadores Públicos y Auditores y Administradores de Empresas de Guatemala
El Colegio de Economistas, Contadores Públicos y Auditores y Administradores de Empresas de Guatemala, también conocido como Colegio de las Ciencias Económicas es una asociación gremial sin fines de lucro, que reúne a todos los profesionales de las ciencias económicas, tales como: economistas, contadores públicos y auditores y administradores de empresas del país para que puedan ser colegiados y así ejercer su profesión legalmente en el ámbito correspondiente para que desempeñe de manera honorable. Este colegio es la entidad rectora de la profesión de economistas y administradores de empresas en el país (antiguamente lo fue de la contaduría pública y auditoría), así como es el encargado de la investigación, desarrollo e implementación en los referente a las normas, procedimientos y técnicas de las ciencias comerciales.

## Nombre del Colegio
Inició como CCEE que significa Ciencias Económicas utilizando doble letra. También se utiliza la abreviatura del logo del colegio ECAA. En la actualidad ECAA y CCEE son los acrónimos en representación del Colegio de Economistas, Contadores Públicos y Auditores y Administradores de Empresas de Guatemala con respaldo de la Universidad de San Carlos de Guatemala.

## Marco Legal
La creación y el funcionamiento del Colegio de Contadores Públicos y Auditores de Guatemala se encuentra basado en las siguientes leyes:
- Constitución Política de la República de Guatemala.
- Ley de Colegiación Profesional Obligatoria, Decreto 72-2001 del Congreso de la República de Guatemala.
- Estatutos.
- Reglamento de Elecciones.
- Reglamento de Prestaciones.
- Reglamento de Colegiación.
- Reglamento de la Unidad Académica.
- Código de Ética Profesional.
- Reglamento de Apelaciones ante la Asamblea de Presidentes de los Colegios Profesionales.

## Organización
Los colegios profesionales se integran con los órganos siguientes, de acuerdo al art. 8 de la Ley de Colegiación Profesional Obligatoria: 
a) Asamblea General; 
b) Junta Directiva;
c) Tribunal de Honor, y 
d) Tribunal Electoral.

### La Asamblea General
Es el órgano superior del Colegio de las Ciencias Económicas, y se integra con la reunión de sus miembros activos, en sesión ordinaria o extraordinaria.  Todas las sesiones de la Asamblea General, serán presididas por el presidente de Junta Directiva o quien haga sus veces, con la asistencia del Secretario o quien lo sustituya.

### La Junta Directiva
Es el órgano ejecutivo del Colegio de Contadores Públicos y Auditores de Guatemala y se integra con siete miembros electos por la Asamblea General:  
- Presidente;
- Vicepresidente;
- Vocal I;
- Vocal II;
- Secretario;
- Prosecretario; y
- Tesorero.

### El Tribunal de Honor
Es el órgano disciplinario, que vela por la ética profesional de los colegiados.  Se integra por nueve miembros, los cuales son: 
- Presidente;
- Vicepresidente;
- Secretario; y
- Cuatro Vocales; y
- Dos miembros suplentes.

### El Tribunal Electoral
Es el órgano superior en materia electoral se integra por cinco miembros titulares:
- Presidente;
- Secretario; y
- Tres Vocales; y
- Dos miembros suplentes.